# Institut africain international
Pour les articles homonymes, voir IAI.
L’Institut africain international (IAI) est une organisation fondée en 1926 à Londres, à l’époque Institut international des langues et civilisations africaines (IILCA), pour l’étude des cultures et langues africaines. Son premier président est Frederick Lugard (de 1926 à son décès en 1945), et ses premiers codirecteurs sont Diedrich Westermann (de 1926 à 1939) et Maurice Delafosse (1926),. Depuis 1928, l’IAI publie sa revue trimestrielle Africa. L’institut a publié, en 1927, l’Alphabet international africain dérivant ses lettres de l’Alphabet phonétique international et qui a servi de base à une multitude d’orthographes de langues africaines.
L’institut a aussi publié les revues African languages: languages and education in Africa ou Langues africaines : langues et education en Afrique de 1975 à 1979 et Journal of African languages de 1962 à 1975.